# 巴彦宝拉格苏木
巴彦宝拉格苏木是中华人民共和国内蒙古自治区锡林郭勒盟锡林浩特市下辖的一个苏木。
2012年1月20日，内蒙古自治区人民政府批复同意从阿尔善宝拉格镇划出部分区域，设置巴彦宝拉格苏木，辖巴彦宝拉格、那仁宝拉格、巴彦哈日阿图3个嘎查，及查干海日1个社区居委会，驻查干海日。

## 行政区划
巴彦宝拉格苏木下辖以下村级行政区划单位：
查干海日社区、那仁宝拉格嘎查、巴彦宝拉格嘎查和巴彦哈日阿图嘎查。